# Typhlops etheridgei
Typhlops etheridgei este o specie de șerpi din genul Typhlops, familia Typhlopidae, descrisă de Van Stanley Bartholomew Wallach în anul 2002. Conform Catalogue of Life specia Typhlops etheridgei nu are subspecii cunoscute.